# أنواع البيانات في C++
في كل لغة برمجة تحتاج إلى أنواع البيانات لكي تتعامل مع الذاكرة, من هذه اللغات لغة البرمجة ++C/C, التي تحتوي على عدة أنواع بيانات منها الأولية مثل: int و bool ومنها المركبة مثل: Array و structure و union و Class ومنها ماهو مختلف مثل: المؤشرات و المراجع.

## أنواع البيانات

### أنواع البيانات الأولية
مقالة مفصلة عن أنواع البيانات الأولية

#### الأنواع الأساسية
- int: عدد صحيح حجمه 4 بايت.
- short: عدد صحيح حجمه 2 بايت.
- long: عدد صحيح حجمه 4 بايت.
- bool: منطقي حجمه 1 بايت.
- float: عدد عشري حجمه 4 بايت.
- double:عدد مضاعف حجمه 8 بايت.
- char: حرفي من جدول الأسكي
- wchar_t: حرفي واسع يضم جدول اليونيكود أوسع من الأسكي.
- void: بلا قيمة, يستخدم مع الوظائف التي لاترجع قيمة.

```
int
:
 
integer
 
size
 
is
 
4
 
bytes
.

short
:
 
integer
 
size
 
is
 
2
 
bytes
.

long
:
 
integer
 
size
 
is
 
4
 
bytes
.

bool
:
 
logical
 
size
 
of
 
1
 
byte
.

float
:
 
float
 
size
 
is
 
4
 
bytes
.

double
:
 
double
 
the
 
number
 
of
 
size
 
4
 
bytes
.
dl

char
:
 
craftsman
 
from
 
the
 
ASCII
 
table

wchar_t
:
 
Spacious
 
craftsman
 
table
 
Unicode
 
wider
 
than
 
ASCII
.

void
:
 
the
 
type
 
that
 
can
 
be
 
used
 
with
 
all
 
types
.

```

#### الأنواع الإضافية
- signed int : يساوي int, عدد صحيح حجمه 4 بايت
- unsigned int: عدد صحيح موجب لا يحمل إشارة حجمه 4 بايت.
- unsigned short: عدد صحيح موجب قصير لا يحمل إشارة حجمه 2 بايت.
- unsigned long: عدد صحيح موجب طويل لا يحمل إشارة حجمه 4 بايت.
- signed char: حرفي يمكن أن تكون قيمته سلبية، مدى قيمه هو [127+, 127-].
- unsigned char : حرفي موجب من 0 إلى 255.
- long long: عدد صحيح موجب طويل حجمه 8 بايت.
- unsigned long long: عدد صحيح موجب طويل لا يحمل إشارة حجمه 8 بايت.
- long double: عدد عشري موجب طويل لا يحمل إشارة حجمه 8 بايت.

### الأنواع المركبة

#### المصفوفات
المصفوفات: هي عبارة عن حاوي تقوم بتخزين عدد من العناصر من نفس النوع وبترتيب محدد,أي هي عبارة عن خانات في الذاكرة متجاورة مع بعضها البعض, ولأجل الرجوع إلى خانة معينة يكفي ذكر اسم المصفوفة مع رقم الخانة, تعريف المصفوفة:
```
// syntax:

// Type name[index];

// 1 2 3 4 5 6 items

// 0 1 2 3 4 5 index

int
 
Arr
[]
 
=
 
{
1
,
 
2
,
 
3
,
 
4
,
 
5
,
 
6
};

int
 
Arr1
[
6
]
 
=
 
{
1
,
 
2
,
 
3
,
 
4
,
 
5
,
 
6
};

int
 
Arr2
[
100
],
 
Arr3
[
200
];

int
 
Arr4
[
6
];
 
// 6 item:

Arr4
[
0
]
 
=
 
1
;

Arr4
[
1
]
 
=
 
2
;

 
//....

Arr4
[
5
]
 
=
 
6
;

```

بالنسبة للمصفوفات النصية فتكتب كالتالي:
```
// -- String --

// 1 2 3 4 5 6 items

// 0 1 2 3 4 6 index

// H e l l o \0 char

char
 
str
[
5
]
 
=
 
"Hello"
;
 
// Error

char
 
str1
[
6
]
 
=
 
"Hello"
;
 
// Ok

cout
 
<<
 
str1
;

char
 
str1
[
5
]
 
=
 
{
'H'
,
 
'e'
,
 
'l'
,
 
'l'
,
 
'o'
,
 
'\0'
}

```

أخطاء قواعدية(نحوية يقوم المترجم بإعطاء رسالة خطأ ولايقوم بتنفيذ البرنامج)في تعريف المصفوفات:
```
int
 
Arr5
[
0
];
 
// Error: 0 item

int
 
Arr6
 
=
 
{
1
,
2
,
3
,
4
,
5
,
6
};
 
// Error: 6 items

```

أخطاء منطقية مثل نسيان تهيئة المصفوفة, أو الخروج عن حد(فهرس) المصوفة بعد تعريفها(وليس عند تعريفها), هذه الأخطاء قد تحدث بعد تنفيذ البرنامج ولايقوم المترجم بكشفها خلال مرحلة الترجمة:
```
int
 
Arr7
[
5
]
 
=
 
{
1
,
 
2
,
 
3
,
 
4
,
 
5
};

             
//0  1  2  3  4 index

             
//1  2  3  4  5 items

cout
 
<<
 
Arr7
[
4
]
 
// -> 5

  
<<
 
'\n'
;

cout
 
<<
 
Arr7
[
5
]
 
// -> 2686828

  
<<
 
'\n'
;

cout
 
<<
 
Arr7
[
6
]
 
// -> 945547239

  
<<
 
'\n'
;

```

يمكننا تعريف مصفوفة ساكنة بوساطة الكلمة static, يؤدي ذلك إلى إنشاء هذه المصفوفة وإعطائها قيمة ابتدائية لمرة واحدة فقط وليس في كل مرة يتم فيها استدعاء الدالة, ولايجري استبعادها عند الخروج من الدالة, وإنما عند الخروج من البرنامج.
- يفيد ذلك في تحسين الأداء خاصة عند التعامل مع المصفوفات الكبيرة, لأنك تنفذ هذا الأمر مرة واحدة فقط.
- عند تعريف مصفوفة ساكنة يقوم المترجم بإعطاء قيما أولية مساوية للصفر, إذا لم يفعلها المبرمج, خلافا للمصفوفات العادية.
- يجب عليك تحديد حجم ثابت للمصفوفة الساكنة فلايجوز استخدام متغير في تحديد حجم المصفوفة مثل ماذكرنا سابقا:

```
int
 
varable_
 
=
 
5
;

static
 
int
 
Array
[
varable_
];
		
// Error

----

const
 
int
 
varable_
 
=
 
5
;

static
 
int
 
Array
[
varable_
];
		
// Ok

----

static
 
int
 
c
[
5
];
 
// Ok

```